# تلمبه حاجی گرگی
تلمبه حاجی گرگی یک منطقهٔ مسکونی در ایران است که در دهستان قناتغستان واقع شده‌است. تلمبه حاجی گرگی ۲۸ نفر جمعیت دارد.